# کوروش باقری
کوروش باقری (زاده ۳۰ شهریور ۱۳۵۷ - کرمانشاه) وزنه‌بردار ایرانی و دارنده مدال طلا مسابقات ۲۰۰۱ قهرمانی وزنه‌برداری جهان و رکورد دار حرکت یک‌ضرب المپیک است. وی در المپیک ۲۰۱۲ لندن مربی تیم ملی وزنه‌برداری ایران بود که با هدایت وی تیم ملی ایران برای اولین بار موفق به کسب ۳ مدال طلا و ۲ مدال نقره شد.

## نتایج
| سال            | مکان                         | وزن            | یک‌ضرب (کیلوگرم) | یک‌ضرب (کیلوگرم) | یک‌ضرب (کیلوگرم) | یک‌ضرب (کیلوگرم) | دوضرب (کیلوگرم) | دوضرب (کیلوگرم) | دوضرب (کیلوگرم) | دوضرب (کیلوگرم) | مجموع          | رتبه           |
| سال            | مکان                         | وزن            | ۱               | ۲               | ۳               | رتبه            | ۱               | ۲               | ۳               | رتبه            | مجموع          | رتبه           |
| بازی‌های المپیک | بازی‌های المپیک               | بازی‌های المپیک | بازی‌های المپیک  | بازی‌های المپیک  | بازی‌های المپیک  | بازی‌های المپیک  | بازی‌های المپیک  | بازی‌های المپیک  | بازی‌های المپیک  | بازی‌های المپیک  | بازی‌های المپیک | بازی‌های المپیک |
| -------------- | ---------------------------- | -------------- | --------------- | --------------- | --------------- | --------------- | --------------- | --------------- | --------------- | --------------- | -------------- | -------------- |
| ۲۰۰۰           | سیدنی، استرالیا              | 94 کیلوگرم     | 180             | 187.5           | 190             | 2               | 215             | 220             | ۲۲۰             | ۷               | ۴۰۲٫۵          | ۴              |
| قهرمانی جهان   |                              |                |                 |                 |                 |                 |                 |                 |                 |                 |                |                |
| 1999           | آتن، یونان                   | ۹۴ کیلوگرم     | 175             | 180             | 180             | 5               | 210             | 217.5           | ۲۱۷٫۵           | ۱۱              | ۳۹۰            | ۹              |
| 2001           | آنتالیا، ترکیه               | ۹۴ کیلوگرم     | 185             | 185             | 185             | 1               | 215             | 220             | 222.5           | 3               | 407.5          | 1              |
| 2002           | ورشو، لهستان                 | ۹۴ کیلوگرم     | 177.5           | 177.5           | 180             | --              | 210             | 215             | 217.5           | 3               | --             | --             |
| 2003           | ونکوور، کانادا               | ۹۴ کیلوگرم     | 175             | 180             | 180             | 9               | 207.5           | 207.5           | ۲۱۲٫۵           | ۹               | ۳۸۲٫۵          | ۸              |
| بازی‌های آسیایی |                              |                |                 |                 |                 |                 |                 |                 |                 |                 |                |                |
| 1998           | بانکوک، تایلند               | 94 کیلوگرم     | 175             |                 |                 | 2               | 202.5           |                 |                 | 5               | 377.5          | 2              |
| 2002           | بوسان، کره جنوبی             | 94 کیلوگرم     | 175             | 175             | 180             | 3               | 210             | 225             | --              | 2               | 385            | 2              |
| قهرمانی آسیا   |                              |                |                 |                 |                 |                 |                 |                 |                 |                 |                |                |
| 1999           | ووهان، جمهوری خلق چین        | ۹۴ کیلوگرم     | 170             |                 |                 | 2               | 210             |                 |                 | 1               | 380.5          | 1              |
| 2003           | کینگهوانگداو، جمهوری خلق چین | ۹۴ کیلوگرم     | 170             |                 |                 | 1               | 202.5           |                 |                 | 1               | 372.5          | 1              |

## سرمربی گری تیم ملی
کوروش باقری از سال ۱۳۸۴ تا سال ۱۳۹۲ سرمربی تیم ملی وزنه‌برداری بود و موفق شد، مدالهای زیادی را به دست آورد. وی پس از تکرار مقام سوم تیمی در رقابت‌های جهانی ۲۰۱۳ لهستان علی‌رغم مخالفت حسین رضازاده رئیس وقت فدراسیون وزنه‌برداری از سرمربیگری تیم ملی ایران استعفا داد.

## دست‌آوردها
- قهرمان مسابقات جهانی آنتالیا در سال ۲۰۰۱
- دارنده نقره بازی‌های آسیایی ۱۹۹۸ تایلند
- دارنده نقره بازی‌های آسیایی ۲۰۰۲ بوسان
- قهرمان جوانان جهان در آفریقای جنوبی
- نفر چهارم المپیک سیدنی
- رکورددار المپیک در یکضرب